# Mary Celeste

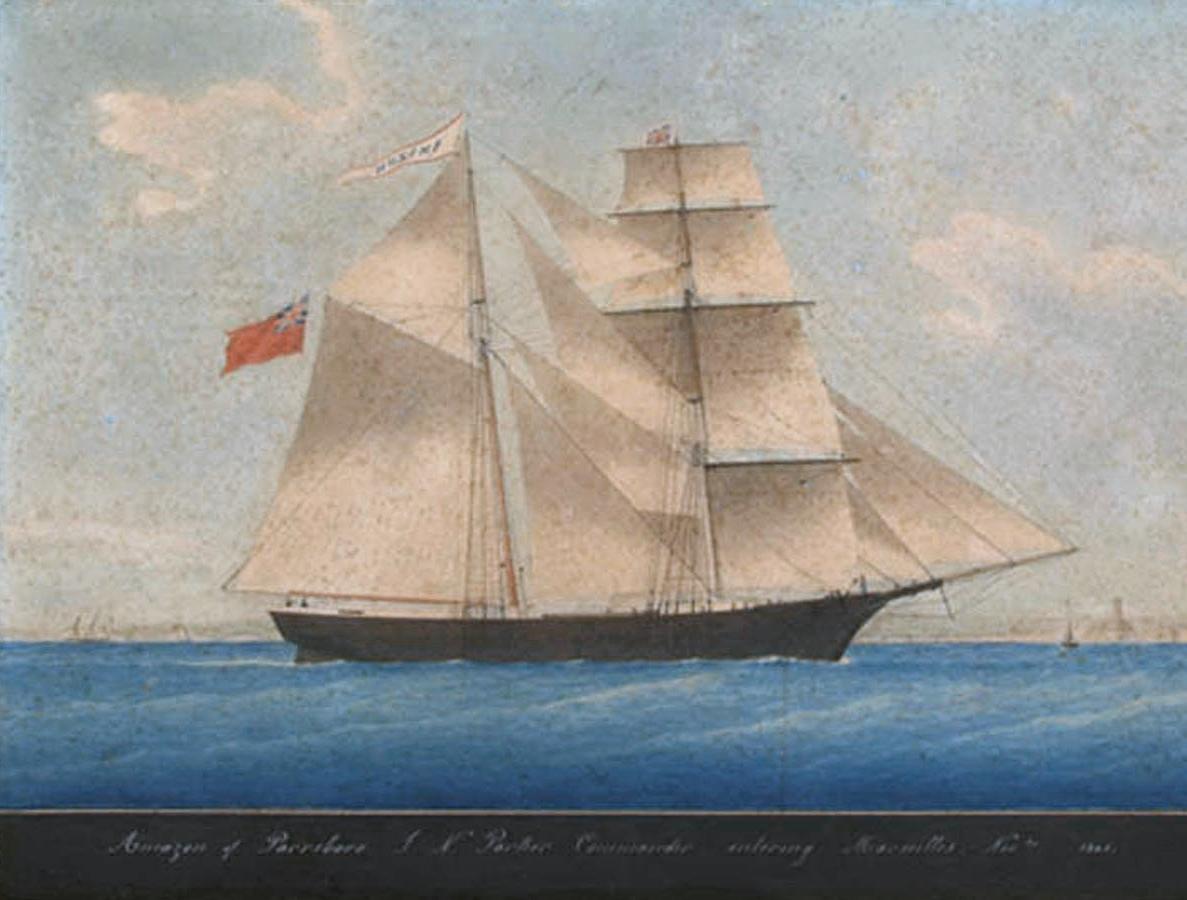
Mary Celeste

Mary Celeste var ett segelfartyg som hittades övergivet utanför Portugals kust 1872.

## Historia
Fartyget, som var byggt 1861 i Nova Scotia, Kanada, var en brigantin på drygt 100 fot (ca. 31 meter). Hon seglade under namnet Amazon fram till och med 1867 då hon strandade i en storm vid Nova Scotia. Hon bärgades dock och såldes till en amerikansk ägare som döpte om henne till Mary Celeste. Fartyget är idag känt som ett klassiskt spökskepp på grund av att skeppet på en resa från New York till Genua, med last av industrialkohol, blev funnet utanför Gibraltar med lasten helt intakt men besättningen spårlöst försvunnen. Rykten om att ett blodigt svärd hittades under kaptenen Benjamin Briggs säng är falska efterhandskonstruktioner och stöds inte av den samtida undersökningen av försvinnandet. Inte heller stämmer myten om att en måltid skulle ha stått framdukad på bordet orörd. Inga blodstänk hittades någonstans på skeppet men livbåten och sextanten saknades.
Vad som hände med besättningen är fortfarande okänt men troligast är att de övergav skeppet under en hård storm och att deras livbåt kapsejsade.
Fartygets sista ankarplats på resan (25 november) var ön Santa Maria på Azorerna enligt skeppets loggbok. Fallet Mary Celeste har varit ämne för otaliga undersökningar, men mysteriet har aldrig fått sin lösning och ingen av de ombordvarande blev någonsin hittade. Ett stort antal böcker har skrivits om händelsen.
Efter bärgningen seglade hon ännu i flera år under olika ägare. Bland annat hade kaptenen David Reed Morehouse på fartyget Dei Gratia, som hittade Mary Celeste, som bärgningslön fått andel i fartyget med en femtedel. Dramatiken i Mary Celestes historia var ännu inte slut; 1885 lastades hon med skrot, och dåvarande kaptenen tog en överförsäkring på lasten. Han styrde fartyget på ett rev utanför Haiti och hade för avsikt att kräva ut ersättningen, men hon sjönk inte genast, och han blev fast för bedrägeri.